# Eunicidae
Eunicidae ist der Name einer Familie kleiner bis sehr großer meist räuberischer, selten parasitischer Vielborster (Polychaeta), die in Meeren weltweit entweder frei lebend, röhrenbildend oder grabend zu finden sind.

## Merkmale
Die Vielborster der Familie Eunicidae haben bis zu 1500 Segmente und werden zwischen 1 cm und 6 m lang. Der segmentierte Körper ist nicht in größere Abschnitte gegliedert, jedoch verändern sich Größe und Gestalt der Parapodien an den Seiten der Segmente entlang des Körpers. Kennzeichnend für die Familie sind die am zweilappigen oder ungeteilten Prostomium (Kopflappen) befindlichen 1 bis 3 Antennen, die keine geringelten Antennenträger (Ceratophoren) besitzen. In der Gattung Eunice sind es 2 Palpen und 3 Antennen, also 5 Fortsätze am Prostomium, während es in anderen Gattungen weniger sein können. Die Palpen (buccalen Lippen) können reduziert oder auch wohl entwickelt sein. Die meisten Arten der Eunicidae besitzen Augen. Das Peristomium besteht aus zwei Ringen, an deren hinterem bei manchen Arten zwei peristomiale Cirren sitzen. Die Parapodien sind verzweigt und das Notopodium nur als dorsaler Cirrus ausgebildet. Die Kiemen, soweit vorhanden, bestehen aus einfachen oder kammartigen Filamenten. Die Neuropodien haben obere deutlich gekantete und kammartige Borsten. Die Kiefer bestehen aus ventralen unverschmolzenen Mandibeln und dorsalen, mit Aragonit mineralisierten Maxillen, die aus einem Paar kurzer Träger und 4 bis 5 Platten rechts sowie 5 bis 6 Platten links zusammengesetzt sind.
Der Körperbau ist bei den Arten dieser Familie sehr einheitlich, so dass insbesondere Form und Anzahl der Fortsätze am Prostomium sowie Anzahl und Verteilung der Kiemen für die Bestimmung wichtig sind. Wie die meisten großen Polychaeten besitzen die Eunicidae in ihrem geschlossenen Blutgefäßsystem zur Bindung des Sauerstoffs als Blutfarbstoff Hämoglobine, die frei im Blut gelöst und nicht an Blutkörperchen gebunden sind. Auf Grund ihrer durch das Blut rot gefärbten parapodialen Kiemen werden viele Arten auch als „Blutwürmer“ bezeichnet.
Weibchen und Männchen sind bei den Eunicidae gleich groß. Die meisten Arten haben in ihren Segmenten Mixonephridien mit einem einfachen Ausscheidungskanal, der gleichzeitig als Ausgang für die Gameten dient. Die Eizellen sind mindestens 0,1 mm groß und bieten genug Lecithin für eine Larve, mehrere Tage ohne zu fressen als Plankton zu leben. Soweit bekannt, dauert das Larvenstadium etwa 3 bis 8 Tage bis zur Metamorphose zum kriechenden Wurm. Direkte Entwicklung ohne Larvenstadium ist in der Familie unbekannt. Bei den meisten Arten leben die Jungwürmer nach der Metamorphose zunächst frei kriechend in Felsspalten, ehe sie bei vielen Arten zu einem Leben als Röhrenwurm übergehen.

## Einige Beispielarten
Eine der größten und am besten untersuchten Arten der Eunicidae ist die sowohl im Indischen Ozean als auch im Pazifischen Ozean unter anderem an der Küste Südaustraliens verbreitete bis zu 2 m lange Eunice aphroditois, die in langen Röhren im Substrat lebt und nach vorbeischwimmenden Tieren schnappt, wobei sie neben einer Vielzahl anderer Beutetiere auch Fische frisst. Die ebenfalls im Pazifik, insbesondere um Samoa, die Fidschi-Inseln sowie die Kleinen Sundainseln verbreitete, ebenso sehr große Palola viridis ernährt sich dagegen von den in Korallen lebenden symbiontischen Algen. Ähnlich wie andere Vertreter der weltweit in warmen Gewässern verbreiteten Gattung Palola ist ihr Fortpflanzungsverhalten an die Mondphasen gebunden. Der als Epitoke bezeichnete hintere Abschnitt des Körpers, der die Gonaden enthält, wird zur Fortpflanzungszeit abgeschnürt und bewegt sich an die Wasseroberfläche, wo er aufplatzt und so die Gameten ins freie Meerwasser entlässt. Durch die Vielzahl an nebeneinander treibenden männlichen und weiblichen Epitoken ist die äußere Befruchtung im Meerwasser sichergestellt. Es entwickeln sich frei schwimmende Trochophora-Larven.

## Fressfeinde
Trotz ihrer teilweise großen Wehrhaftigkeit bilden Borstenwürmer der Familie Eunicidae die Hauptnahrung verschiedener räuberisch lebender Schneckenarten, darunter die Stachelschnecke Drupa morum, die Keramikvase (Vasum ceramicum) und die Schwarzweiße Kegelschnecke (Conus ebraeus).

## Gattungen
Die Familie Eunicidae wird in elf Gattungen unterteilt:
- Aciculomarphysa Hartmann-Schröder in Hartmann-Schröder & Zibrowius, 1998
- Esconites Thompson & Johnson, 1977 †
- Eunice Cuvier, 1817
- Euniphysa Wesenberg-Lund, 1949
- Fauchaldius Carrera-Parra & Salazar Vallejo, 1998
- Leodice Lamarck, 1818
- Lysidice Lamarck, 1818
- Marphysa Quatrefages, 1866
- Nicidion Kinberg, 1865
- Palola Gray in Stair, 1847
- Treadwellphysa Molina-Acevedo & Carrera-Parra, 2017